# Friedrich August Jost
Friedrich August Jost (* 18. Juni 1774 in der Grafschaft Solms-Laubach; † 23. Juni 1830 in Berleburg) war Regierungsrat beim Fürsten zu Sayn-Wittgenstein-Berleburg und später Landrat des Kreises Wittgenstein.

## Leben
Friedrich August Jost war der Sohn eines Rektors der Lateinschule in Laubach. Er studierte 1792 Evangelische Theologie in Gießen und wurde 1795 Prinzenerzieher in Berleburg. 1803 beendete er ein Jurastudium in Marburg.
Jost war Hofmeister beim Fürsten zu Sayn-Wittgenstein-Berleburg und wurde 1805 zum Großherzoglichen Regierungsrat und Justizamtmann in Berleburg ernannt. Somit war er Mitglied der wittgensteinischen Regierung und des Konsistoriums in Berleburg.
Er war vom 1. Juli 1817 bis 1830 Landrat des Kreises Wittgenstein. Sein Nachfolger wurde Wilhelm Groos. 
Jost heiratete am 6. Juli 1806 in Marburg die Schriftstellerin und Dichterin Elise Sommer. Sie trennte sich nach kurzer Zeit und die Ehe wurde aus unbekannten Gründen vor dem 6. Juni 1809 aufgelöst. Aus der Heirat mit Florentine Christiane Jüngst (1770–1847) stammten fünf Kinder; der älteste Sohn August Jost wurde 1854 kommissarischer Landrat des Kreises Wittgenstein.